# بطولة تونس لألعاب القوى 1989
بطولة تونس لألعاب القوى 1989 هو الدورة 34 من بطولة تونس لألعاب القوى.

فاز بهذا الموسم النادي الرياضي للحرس الوطني.

## روابط خارجية
- الموقع الرسمي للجامعة التونسية لألعاب القوى.